# Vaadhoo (Kaafu)
Vaadhoo är en ö i Södra Maléatollen i Maldiverna. Den ligger i den centrala delen av landet, 11 km sydväst om huvudstaden Malé. Den ingår i den administrativa atollen Kaafu. På ön finns en turistanläggning, men ingen fastboende befolkning, varför ön officiellt räknas som obebodd. 